# زن نامرئی (فیلم ۱۹۴۰)
زن نامرئی (انگلیسی: The Invisible Woman) فیلمی در ژانر علمی–تخیلی و کمدی ترسناک به کارگردانی ای ادوارد سادرلند است که در سال ۱۹۴۰ منتشر شد.

## بازیگران
- ویرجینیا بروس
- جان باریمور
- جان هاوارد
- شارلی روگلز
- اسکار هومولکا
- مارگارت همیلتون
- کاترین آدامز
- ماریا مونتز
- چارلز لین
- شمپ هوارد
- هری سی. بردلی